# Ocotepeque (departement)
Ocotepeque is een departement van Honduras, gelegen in het westen van het land aan de grens met El Salvador en Guatemala. De hoofdstad is de gelijknamige stad Octopeque.
Het departement bestrijkt een oppervlakte van 1630 km² en werd in 1906 gecreëerd door het van Copán af te splitsen. Er wonen 154.251 mensen (2016).

## Gemeenten
Het departement is ingedeeld in zestien gemeenten:
- Belén Gualcho
- Concepción
- Dolores Merendón
- Fraternidad
- La Encarnación
- La Labor
- Lucerna
- Mercedes
- Ocotepeque
- San Fernando
- San Francisco del Valle
- San Jorge
- San Marcos
- Santa Fe
- Sensenti
- Sinuapa

Atlántida · Choluteca · Colón · Comayagua · Copán · Cortés · El Paraíso · Francisco Morazán · Gracias a Dios · Intibucá · Islas de la Bahía · La Paz · Lempira · Ocotepeque · Olancho · Santa Bárbara · Valle · Yoro